# A Conspiracy of Hope

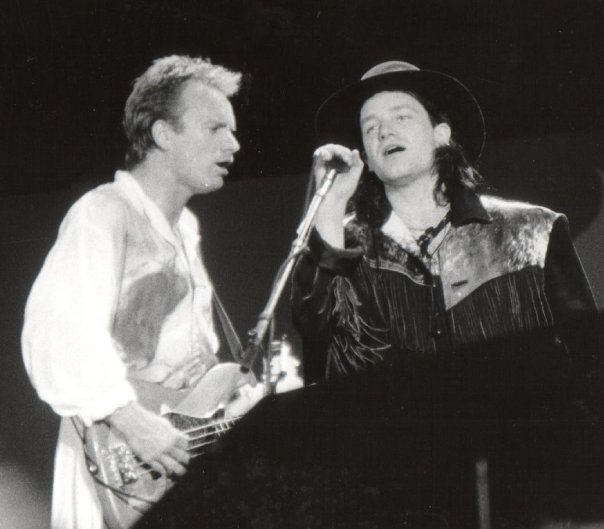
Музыканты Стинг и Боно исполняют песню «Invisible Sun» во время концерта в Giants Stadium (15 июня 1986 года)

A Conspiracy of Hope — благотворительный концертный тур, проходивший в июне 1986 года на территории США. Мероприятие было организовано Amnesty International и состояло из шести концертов. Основной целью турне было повышение осведомлённости о правах человека и профессиональной деятельности Amnesty, которая отмечала своё 25-летие. Хедлайнерами концертов были U2, Стинг и Брайан Адамс, также в нём принимали участие такие исполнители, как Питер Гэбриел, Лу Рид, Джоан Баэз и The Neville Brothers. По ходу турне произошло воссоединение группы The Police, которая выступила на трёх последних шоу (став последним публичным выступлением коллектива до их введения в Зал славы рок-н-ролла в 2003 году). Во время пресс-конференций, а также на концертах (посредством специально-подобранных песен) и специальных мероприятиях артисты взаимодействовали с публикой — поднимая вопросы прав человека и человеческого достоинства. Турне A Conspiracy of Hope было первым из серии подобных мероприятий, впоследствии объединённых термином «Концерты по правам человека» — организованных Amnesty International USA в период с 1986 по 1998 годы.

## Предыстория
Мероприятие было придумано исполнительным директором американского отделения Amnesty International Джеком Хили. Тур был организован известным концертным промоутером Биллом Грэмом, который был исполнительным продюсером мероприятия вместе с Хили и Мэри Дейли, также из Amnesty. В качестве менеджера Concerts for Freedom был приглашён Джеймс Рэднер. При подготовке тура Хили заручился поддержкой своего друга Мартина Льюиса, который несколькими годами ранее смог привлечь таких музыкантов, как Пит Таунсенд, Стинг и Питер Гэбриел, для участия в другой серии благотворительных шоу Amnesty — The Secret Policeman’s Ball (1976—1981).

## Выступления
| Дата (1986) | Город           | Страна            | Место                  | Посещаемость             | Выручка    | Ссылка |
| ----------- | --------------- | ----------------- | ---------------------- | ------------------------ | ---------- | ------ |
| 4 июня      | Дейли-Сити      | Соединённые Штаты | Cow Palace             | 15,944 / 15,944          | $468,300   | [ 6 ]  |
| 6 июня      | Инглвуд         | Соединённые Штаты | The Forum              | 13,380 / 13,380          | $558,040   | [ 6 ]  |
| 8 июня      | Денвер          | Соединённые Штаты | McNichols Sports Arena | 8,368 / 11,700           | $282,880   | [ 7 ]  |
| 11 июня     | Атланта         | Соединённые Штаты | Omni Coliseum          | 11,592 / 11,592          | $397,515   | [ 7 ]  |
| 13 июня     | Роузмонт        | Соединённые Штаты | Rosemont Horizon       | 16,625 / 16,625          | $577,955   | [ 7 ]  |
| 15 июня     | East Rutherford | Соединённые Штаты | Giants Stadium         | 50,207 / 50,207          | $1,757,245 | [ 7 ]  |
| ВСЕГО       | ВСЕГО           | ВСЕГО             | ВСЕГО                  | 116,116 / 119,448 (97 %) | $4,041,935 |        |

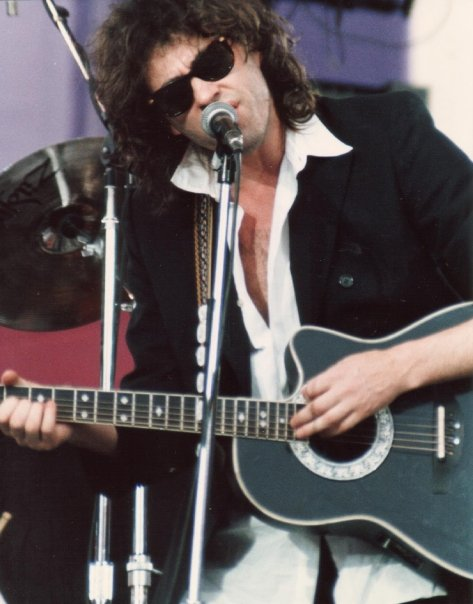
Боб Гелдоф выступает на концерте в Ист-Резерфорде (15 июня 1986 года)

Финальное шоу, проходившее на стадионе Giants, длилось почти весь день — с полудня до 23:00 часов. Причём, в отличие предыдущих пяти концертов, это была не крытая арена, а открытый стадион. К шоу было привлечено созвездие дополнительных артистов (по порядку): Джон Эдди (при участии Макса Вайнберга и 14 Karat Soul), Third World, The Hooters, Peter, Paul and Mary, Литл Стивен (при участии Дарлин Лав и Джона Уэйта), Боб Гелдоф (при участии Дарлин Лав, Пола Шаффера и Джона Уэйта), Стэнли Джордан, Джоан Арматрейдинг, Джексон Браун, Рубен Блейдс (с Фелой и Карлосом Сантаной), Нона Хендрикс, Йоко Оно, Ховард Джонс и Майлз Дэвис. Затем началась основная концертная программа, которую открыли The Neville Brothers, и продолжили: Джоан Баэз (Баез и братья исполнили несколько песен совместно), Лу Рид, Питера Гэбриэл, Брайана Адамс, Джони Митчелл, U2, The Police (песня «Invisible Sun» была исполнена вместе с Боно). Мероприятие венчало совместное исполнение песни «I Shall Be Released», при участии всех звёзд.
Между выступлениями музыкантов на сцену выходили различные медиа-персоны, которые общались с публикой и объявляли следующих артистов, среди них были: Билл Грэм, сенатор Билл Брэдли, Роберт Де Ниро, Кристофер Рив, Майкл Джей Фокс, Дэрил Ханна и Мухаммед Али. Финальное шоу транслировалось по MTV, а последние три часа — по национальному телевидению, компанией Viacom. Westwood One транслировала концерт в прямом эфире по радио. На гигантских видеоэкранах и во время телетрансляции показывались заранее подготовленные социальные ролики о правах человека, при участии известных представителей шоу-бизнеса.
На концертах в Сан-Франциско и Лос-Анджелесе выступил Джексон Браун. В чикагском шоу поучаствовал Робин Уильямс, исполнив импровизированный стендап. Выступление Брайана Адамса на первом концерте, в Сан-Франциско, объявляли Мадонна и Шон Пенн.
Пит Таунсенд должен был выступить на концерте Giants Stadium, но был вынужден отменить свой сет в последний момент, из-за новостей о болезни его отца, Клиффа Таунсенда, что потребовало его немедленного возвращения в Лондон. Исторически, этот концерт мог бы стать первым сольным выступлением Таунсенда в США.

## Тематика турне

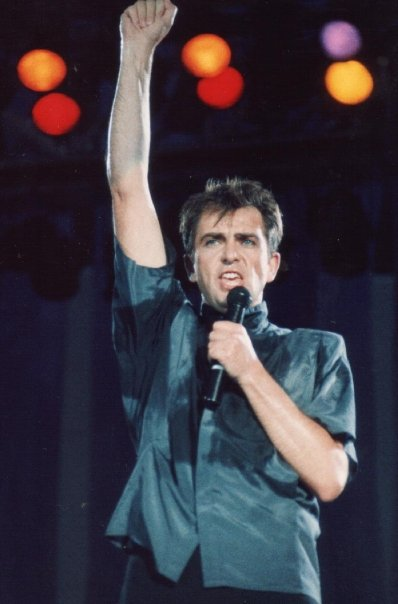
Питер Гэбриел выступает на концерте в Ист-Резерфорде

Как правило сценические декорации были связаны с темами политики, свободы и мужества. Обычно, во время шоу U2 несколько артистов присоединились к ним для исполнения песни «Sun City» Литл Стивена. В конце мероприятия все звёзды совместно пели композицию «I Shall Be Released» Боба Дилана. На нескольких шоу Боно присоединялся к The Police чтобы спеть с ними песню «Invisible Sun», сочинённую Стингом под впечатлением от конфликта в Северной Ирландии, в то время как The Neville Brothers исполняли некоторые свои песни с Фелой и Сантаной. Ряд артистов, не связанных с рок-музыкой, пренебрежительно воспринимались публикой во время долгого концерта на Giants Stadium (в частности, Джони Митчелл, упрекала зрителей со сцены за их шумное поведение во время своего сета), тем не менее фолковая певица Джоан Баэз была принята зрителями «на ура» — из-за разнообразного подбора песен, включавшего духоподъемную версию «The Times They Are a-Changin’», а также «Let It Be» The Beatles (совместно с Фелой и The Neville Brothers) и «Shout» Tears for Fears. (один из участников этого дуэта, Курт Смит, был среди зрителей на шоу в Cow Palace и поднялся на сцену к Баэз и братьям Нэвилл, чтобы спеть её с ними совместно).
Тур закрепил статус Питера Гэбриела и U2 как мировых звёзд, чьи карьеры находились на подъёме, их песни «Shock the Monkey» и «Bad» соответственно произвели фурор в рамках масштабных сценических декораций. Первоначально Стинг планировал участвовать в туре сольно, со своей гастрольной командой, однако решил собрать The Police для трёх последних концертов (их первое совместное выступление в Атланте не объявлялось заранее), чтобы ещё больше помочь Amnesty в сборе средств и привлечь дополнительное внимание к мероприятию за счёт хайпа вокруг воссоединения коллектива. Это были последние публичные выступления The Police до их введения в Зал славы рок-н-ролла в 2003 году.

## Влияние
Ряд журналистов задавались вопросом, понимают ли зрители повестку мероприятия или просто пришли послушать популярных музыкантов. Филадельфийская рок-радиостанция отправила интервьюера к аудитории концерта Giants Stadium, который, как казалось со стороны, был весьма удивлён, побеседовав со зрителем, который не только знал, что такое Amnesty International, но и был членом этой организации.
Боно обратился к скептикам и циникам во время интервью для Rolling Stone, незадолго до начала тура, в котором сказал, что не понаслышке знает ценность посещения таких шоу: «Публика будет отличная. Я знаю это не по наслышке — сам как-то раз был частью подобной аудитории. Я посещал [благотворительное] шоу „The Secret Policeman’s Ball“ и оно сильно на меня повлияло. Отпечаталось во мне».
В понедельник, 16 июня, на следующее утро после финального шоу на стадионе Giants, Стинг, Питер Гэбриел, промоутер тура Билл Грэм и директор Amnesty Джек Хили посетили ток-шоу Today Show. Ведущий передачи Брайант Гамбел спросил гостей: «Я не думаю, что кто-то из нас станет спорить о пользе данного мероприятия, но как вы думаете, для многих ли это шоу было большим, чем просто хорошим времяпровождением?».

Взял слово Стинг

Я являюсь членом Amnesty на протяжении пяти лет, вступил в эту организацию после участия в их шоу «The Secret Policeman’s Ball». А до этого ничего не знал о Amnesty, так что, в некотором смысле, я наглядный пример. Я знаю, что такие мероприятия эффективны. Уверен, что значительная часть из 80000 зрителей, присутствующих на концерте вчера, захотят поддержать организацию и внести в неё свой посильный вклад.
Благодаря туру A Conspiracy of Hope название Amnesty International стало широко узнаваемым в США, за месяц количество членов организации увеличилось на 45 000 человек. Посетителей концертов попросили подписать призыв к освобождению шести узников совести[каких?], двое из которых были выпущены из тюрьмы в течение нескольких месяцев.